# Metal Family
Metal Family (с англ. — «Семья металлистов») — российский комедийно-драматический анимационный веб-сериал, выходящий на YouTube, созданный семейной парой аниматоров-энтузиастов — Алиной Ковалёвой и Дмитрием Вдовенко (также известным как Xydownik), который ранее прославился пародийными роликами Batmetal. Сериал рассказывает о жизни семьи металлистов: главе семейства по имени Глэм, его жене Виктории, а также их сыновьях Ди и Хэви.
Сериал был в целом хорошо принят как критиками, так и зрителями. Критики хвалили авторов за энтузиазм, растущее с течением времени качество анимации сериала, колоритных персонажей и хорошо подобранное музыкальное сопровождение.

## Персонажи

### Основные персонажи
- Глэм (отсылка в имени — на поджанр хеви-метала) — глава семейства металлистов. Муж Виктории, отец Хэви и Ди. Настоящее имя — Себастьян Швагенвагенс. Интеллигентный Глэм — по характеру умный и спокойный, но при необходимости способен умело давить на человека, чтобы добиться своего. Иногда в нём видны черты его отца, Густава Швагенвагенса, который жестоко наказывал юного Глэма за малейшие ошибки. Из-за этого своего отца он не любит и старается не быть на него похожим. Хорошо разбирается в музыке и работает музыкальным репетитором. Также знает некоторые языки, например: латынь, английский, иврит, немецкий. В школьные годы сбегал из дома по ночам, чтобы играть на гитаре с Чесом. Владеет гитарой, скрипкой, басом, и клавишными[2].
- Виктория (или кратко Вики) — жена Глэма, мать Хэви и Ди. В отличие от Глэма, простодушна, упряма, прямолинейна, груба, агрессивна и порой не слишком умна, однако очень дорожит своей семьёй. Имеет крепкое и мускулистое телосложение, склонна решать проблемы грубой силой. Является заядлым байкером и знает многое об устройстве мотоциклов, работает в мастерской, где их чинит. Лучшей подругой Вики является Анна.
- Ди (назван в честь музыканта Ди Снайдера) — старший сын Глэма и Виктории, старший брат Хэви. Подобно отцу, Ди умён, начитан, но ещё и скрытен, а также несколько циничен. Является отличником в школе, время от времени помогает другим ученикам с учёбой за плату. Умелый хакер. По словам Чеса, Ди «слишком умён, чтобы быть счастливым».
- Хэви (отсылка в имени — на жанр хеви-метал) — младший сын Глэма и Виктории, младший брат Ди. Дружелюбный и добрый, но наивный, вспыльчивый и несмышлёный. Порой раздражает своего старшего брата, но, тем не менее, они всё равно ладят. Очень любит животных и имеет собственную страничку в Instagram.
- Чес (также известен как Чеснок) — лучший друг Глэма. Красноречив, отзывчив и флегматичен, иногда бывает резок и груб. Рос в бедной семье с матерью-алкоголичкой, которая работала на местном заводе. Держит свой магазинчик, в котором продаёт музыкальные пластинки и музыкальные инструменты. В прошлом страдал наркотической и алкогольной зависимостью, но впоследствии встал на путь исправления и избавился от пагубных привычек.

### Второстепенные персонажи
- Лидия Швагенвагенс — старшая сестра Себастьяна, дочь Густава и Мэри. Несмотря на внешнюю схожесть с братом (такую, что однажды Виктория перепутала Лидию с Глэмом), по характеру кардинально отличается от него: Лидия надменна, эгоистична и жадна до денег.
- Густав Швагенвагенс — отец Себастьяна и Лидии, муж Мэри. Жёсткий, властолюбивый и эгоцентричный человек.
- Мэри Швагенвагенс — мать Себастьяна и Лидии, жена Густава. Кроткая и безынициативная женщина.
- Баг — старый друг и бывший возлюбленный Виктории. Мужчина крупного телосложения, но неспортивного вида. Склонен к азартным играм и пари. Эпизодически появляется в пилотной серии.
- Анна — близкая подруга Виктории. Радикальная феминистка и байкерша. Возможно встречается(или встречалась) с Чесом
- Боб — барабанщик группы «ЧёЗаУродыНаСцене». Мускулистый мужчина с кудрявыми волосами, всегда появляющийся в солнцезащитных очках.
- Лорди — бас-гитарист группы «ЧёЗаУродыНаСцене». Худощавый молодой человек с растрёпанными рыжими волосами.
- Лиф — девушка, обучающаяся в той же школе, что Ди и Хэви. Подруга семьи металлистов. Объект симпатии Ди. Страдает психическим расстройством, из-за чего у неё периодически происходят проявления сильной апофении.

### Эпизодические персонажи
- Вален Швагенвагенс — двоюродный брат Себастьяна и Лидии, племянник Густава и Мэри, а также дядя Хэви и Ди.
- Ровд — дворецкий, служивший в доме семьи Швагенвагенс в годы юности Глэма. Мрачен и неприветлив.
- Лео — новый вокалист группы «ЧёЗаУродыНаСцене», заменивший Чеса.
- Майки — продюсер группы «ЧёЗаУродыНаСцене».
- Поль — музыкальный продюсер, заинтересованный в сотрудничестве с Чесом и Глэмом. В дальнейшем продюсер группы «Зелёный кашалот».
- Лиза — ассистентка/групи «ЧёЗаУродовНаСцене». Неравнодушна к Чесу.
- Рита — сестра/подруга матери Чеса. По телефону сообщила Чесу о смерти его матери.
- Диана — одноклассница Ди. Девушка с розовыми волосами. По всей видимости, неравнодушна к Ди.
- Суслик — мальчик, посещающий ту же школу, что Ди и Хэви. Является ярым поклонником рэпа.
- Кудряш — мальчик, посещающий ту же школу, что Ди и Хэви. Является одноклассником Хэви. Страдает дислалией.
- Вильгельм — одноклассник Ди. Худощавый парень в очках. Тщеславен, но в то же время глуп.

## Список серий
| Сезон | Эпизоды | Премьера сезона  | Финал сезона  |
| ----- | ------- | ---------------- | ------------- |
| Пилот | 1       | 2 января 2018    | 2 января 2018 |
| 1     | 10      | 13 сентября 2018 | 13 мая 2020   |
| 2     | ТВА     | 15 декабря 2021  | ТВА           |

### Сезон 1
| № | Название              | Дата выхода      |
| --- | --------------------- | ---------------- |
| Пилот | The Story Ain't Over  | 2 января 2018    |
| Эпизод является анимационным клипом на песню «The Story Ain't Over» группы Avantasia. В ней повествуется о том, как Глэм познакомился с Викторией. Зайдя в закусочную, он замечает её на мотоцикле и то, как она случайно роняет ключи от мотоцикла в водосток. Глэм разными способами пытается вернуть девушке ключи, но она либо игнорирует его, либо раздражённо отмахивается. В конце концов, Виктория сбивает Глэма на мотоцикле, и оба попадают в больницу после аварии. В больнице парень, к удивлению Виктории, отдаёт ей ключи. В результате между Глэмом и Викторией завязывается дружба, позже перерастающая в любовь. В конце показано, что они поженились и завели детей — Ди и Хэви. |                       |                  |
| 1 | Отца в школу          | 13 сентября 2018 |
| В школе учительница отчитывает Хэви за неподобающий внешний вид и в качестве наказания ножницами уродует ему причёску, после чего вызывает отца — Глэма — в школу. На встрече с учительницей Глэм в сдержанной, но укорительной манере высказывается о том, как она обошлась с Хэви. Учительница заявляет, что считает свой поступок абсолютно нормальным, а Глэм уходит, оставляя небольшую бомбу, которая взрывается и разбрызгивает по всему классу розовые блёстки, окатывая целиком собравшихся учителей. Неделю спустя та же учительница опять ругает Хэви за внешний вид, однако на этот раз боится иметь дело с Глэмом — вместо него она вызывает мать Хэви, Викторию. Хэви говорит, что его мать «лучше не злить». В конце показан силуэт Виктории с кувалдой в руках на фоне школы. |                       |                  |
| 2 | Заступник             | 26 сентября 2018 |
| Ди разговаривает с одноклассником Хэви — Кудряшом и предлагает ему помощь на контрольной работе в школе за деньги. Для подсказок он использует микронаушник. Планам мешает брат Ди — Хэви — который встревает в конфликт с парнем по имени Суслик, являющимся ярым поклонником рэпа. Поводом для конфликта стали музыкальные предпочтения — Хэви ненавидит рэп, а Суслик — рок. Ди пытается решить проблему разговором с оппонентом, но тот избивает и его. В итоге Ди приходится давать подсказки Кудряшу, с распухающей после драки щекой. |                       |                  |
| 3 | Стасик против         | 11 октября 2018  |
| Серия начинается со съёмок видеоблога «Стасик против», в котором видеоблогер Стасик пристаёт к прохожим, курящим на улице, и тушит им сигареты. Встретив Ди и Викторию, которая также курит, пытается заставить её потушить сигарету, однако та бросается на Стасика с кулаками. В отделении полиции Виктория выставляет себя жертвой приставаний Стасика, а когда полицейские решают просмотреть видеоматериал, отснятый блогером, то вместо него обнаруживают клип метал-группы (предыдущую работу Xydownik — Batmetal) и зоофильское порно с кошкой. Как выясняется, Ди хитростью подменил Стасику видеоматериал, чтобы отвести подозрения от Виктории. В конце серии Ди с Хеви смотрят видео избиения с той камеры. |                       |                  |
| 4 | Покер                 | 24 октября 2018  |
| Вся семья металлистов решает сыграть в техасский холдем, пригласив также своего друга семьи Чеса. Виктории постоянно выпадают плохие карты, что очень её злит. Между Ди и Глэмом завязывается игра разумов, в ходе которой Глэм пытается заставить Ди признаться в том, что он обошёл файервол, установленный Глэмом, и заходит на сомнительные сайты. По итогу победителем в игре выходит Чес, который даже не смотрел в свои карты, чтобы не портить себе интригу. Семья сжигает «неудачный» набор по игре в покер во дворе. |                       |                  |
| 5 | Коробка 37            | 8 ноября 2018    |
| Глэм и Виктория собираются на приём, посвящённый объявлению завещания скончавшегося отца Глэма, Густава Швагенвагенса. На приём их привозит Лидия, сестра Глэма, которая ведёт себя высокомерно по отношению к Глэму и Виктории. В завещании оказывается, что Густав оставил Лидии почти всё своё наследство, за исключением яхты «Керолайн», отчего Лидия приходит в бешенство. Глэм не рассчитывал ничего получить в наследство, но Густав оставляет ему коробку с номером «37». Из-за словесной перепалки о содержимом коробки с Лидией, Глэм и Виктория едут обратно домой на такси. Виктория просит Глэма открыть коробку. Когда он её открывает и видит её содержимое (в серии оно не показано), то Глэм оказывается шокирован и опечален. |                       |                  |
| 6 | Квест                 | 19 января 2019   |
| Глэм, Виктория, Ди и Хэви идут развлечься в квест-рум, где их разбивают на пары — Виктория и Глэм, Хэви и Ди. Глэм и Ди, будучи умнее, успешно решают головоломки, в то время как Виктория постоянно ломает оборудование. На определённом этапе пары перемешиваются между собой, и теперь состав пар — Виктория с Хэви и Глэм с Ди. Виктория не может решить головоломки в комнате, поэтому, к ужасу организатора квеста, решает её грубой силой — выбивает стену кувалдой, что была приварена к трубам. Ди и Глэм вышли из комнаты путём решения головоломок, и семья, несмотря на учинённые Викторией поломки, уходит восвояси. |                       |                  |
| 7 | Ты играешь на гитаре? | 15 марта 2019    |
| Ди находит дома старую гитару, на которой пытается научиться играть, но безуспешно. Хэви замечает, что его брат пытается играть на гитаре, и пробует поиграть сам: в отличие от Ди, которому это даётся с большим трудом, Хэви сразу играет виртуозно. Ди приходит к отцу и просит его научить его играть на инструменте. Глэм инструктирует Ди, но у второго ничего не выходит, в результате чего Глэм срывается на сына, называя «бездарностью» и говоря, что Ди «опозорит» его. Тем не менее, Глэм сразу осознаёт, что сорвался, и извиняется перед Ди. Огорчённый, Ди уходит к себе в комнату. В переписке с девушкой на вопрос, играет ли он на гитаре, он пишет: «Нет». |                       |                  |
| 8 | Дневные Бобры         | 28 мая 2019      |
| Хэви идёт в байкерский клуб «Дневные Бобры», чтобы взять у мамы ключи от дома — сам он забыл ключи и не может попасть домой. Виктория состязается с другим байкером Багом: в силе удара, армрестлинге и в распитии пива на скорость, по причине чего не слышит, как Хэви её зовёт. Хэви встречает Анну, подругу Виктории, феминистку и также байкершу, которая, несмотря на презрение к Хэви и всем мужчинам, помогает ему привлечь внимание Виктории криком: «Вали к своей блондинке» (под «блондинкой» подразумевая Глэма), — из-за чего Виктория со злости побеждает в армрестлинге и ищет «обидчика» в толпе. Возвращаясь домой на мотоцикле, Виктория рассказывает Хэви о том, что когда-то Баг был её парнем, но они разошлись, оставшись друзьями, а все состязания были, по сути, подставными, чтобы заработать денег. |                       |                  |
| 9 | Идеальный слух        | 1 ноября 2019    |
| Серия рассказывает о прошлом Глэма. Глэм, настоящее имя которого, как выясняется, — Себастьян, живёт в богатой семье с сестрой Лидией, матерью Мэри и отцом Густавом. Густав учит его играть на скрипке, используя при этом жестокие методы и наказывая его ударами линейки по запястью за малейшие провинности. Себастьян должен поступить в консерваторию на обучение, куда ранее поступала Лидия.Затем Густаву приходит посылка с револьвером, в коробке 37. У Себастьяна есть тайное хобби, служащее ему отдушиной: он хранит у себя в тайнике модель-миниатюру города, для которой постоянно ищет новые детали из мусора. По пути на вступительный экзамен он встречает мальчика из бедной семьи, который хочет с ним подружиться, но Себастьян смотрит на него высокомерно. Себастьян успешно сдаёт экзамен, но занимает второе место, в то время как мальчик-«бродяга» занимает в списке претендентов первое. По дороге домой мальчик рассказывает Себастьяну, что экзамен для него не был особенно сложным и что первое место было условием бюджетного поступления: у его матери нет денег на консерваторию, а в музыкальную школу он не ходил. Чтобы всё же завязать дружбу с Себастьяном, мальчик даёт ему пластинку с музыкой Баха. Когда Себастьян приходит домой, Густав жестоко его наказывает: избивает до крови линейкой по руке за то, что он занял только второе место и что обошёл его при этом «какой-то бродяга», с которым, к тому же, он ещё и разговаривал, при этом выпивая алкоголь. Перед сном измотанный Себастьян включает пластинку Баха, однако это оказывается не Бах, а песня «We’re Not Gonna Take It» группы Twisted Sister, которая неожиданно приходится Себастьяну по вкусу. |                       |                  |
| 10 | Глэм                  | 13 мая 2020      |
| Серия продолжает дилогию, рассказывающую о прошлом Глэма. На следующий день Себастьян встречает мальчика в консерватории и возбуждённо задаёт ему много вопросов о песне, которая внезапно ему понравилась. В особенности ему понравился звук электрогитары из песни, и он выражает желание научиться на ней играть. Для этого Себастьян приходит к своему новому другу домой, в котором царит неблагополучная обстановка: ребёнок живёт в нищете, а его мать пьянствует. Мальчик показывает Себастьяну настоящую обложку пластинки — внешний вид группы Twisted Sister повергает Себастьяна в шок. Кроме того он объясняет ему, что Twisted Sister входит в одно из течений метал-музыки под названием глэм-метал, в результате чего Себастьян заявляет, что ничего общего не хочет иметь с «глэмом». В шутку мальчик дразнит его Глэмом, а в ответ Себастьян называет его «молодым зелёным побегом чеснока», в результате чего мальчик берёт себе прозвище Чеснок (сокращённо — Чес), а Себастьян — Глэм. С тех пор по ночам Себастьян уходит к Чесу, чтобы разучивать музыку на гитаре, ходить на концерты и гулять по городу, куда его не пускают. Несмотря на жестокие наказания отца, Себастьян счастлив. Ко тому же он почти завершил миниатюру города у себя в тайнике, найдя почти все нужные детали и поместив его в коробку с номером 37. В конце концов Себастьян и Чес начинают исполнять песни, зарабатывая на этом некоторые деньги, и организуют собственную метал-группу «ЧёЗаУродыНаСцене». Себастьян уходит на концерт своей группы, дав «взятку» Лидии, чтобы она соврала Густаву о том, что он играет Моцарта в консерватории. На концерте в ночном клубе Себастьян и Чес производят фурор, однако по возвращении домой Себастьяна ждёт неприятный сюрприз: Густав раскрыл его тайник, а также прочитал дневник, где подробно изложено, где Себастьян был по ночам и как на самом деле относится к отцу. Густав также избил Лидию за то, что та ему наврала. Отец уже хочет наказать Себастьяна, но тот говорит, что его зовут Глэм, и уходит из дома, несмотря на крики Густава о том, что его сын «выбрал хлам, а не семью». Повествование возвращается в момент после пятой серии. Глэм с грустью смотрит в коробку с номером 37, полученную в «наследство» от отца, где лежат обломки его миниатюры, и выбрасывает её со словами: «Я выбрал семью... В отличие от тебя». Виктория подбадривает Глэма и уходит с ним домой. |                       |                  |

### Сезон 2
| № | Название             | Дата выхода     |
| --- | -------------------- | --------------- |
| 1 | Свои секреты         | 15 декабря 2021 |
| Серия начинается с завтрака семьи. Хэви уходит в школу. Виктория спрашивает у Ди, почему он не идёт в школу вслед за младшим братом, но Глэм отвечает, что у Ди экскурсия в научную лабораторию. Ди язвительно подкалывает мать, и она решает забрать телефон у Ди с целью посмотреть, что он там скрывает. Глэм останавливает Викторию, говоря, что Ди достаточно взрослый, чтобы иметь свои секреты. Далее класс Ди приезжает в лабораторию, их приветствует доктор Пырх. Он демонстрирует лабораторных крыс, над которыми ставят генетические опыты. Одна из крыс сбегает, и Пырх убивает её топором, доказывая, что ни одна крыса не имеет достаточно интеллекта, чтобы сбежать. Другая, чёрная, крыса самостоятельно открывает замок и залезает в сумку Ди. В автобусе она выпрыгивает из сумки, и это замечает весь класс. На уроке истории, Диане, однокласснице Ди, задают вопрос, и она, не зная ответа, просит у Ди помощи, тот ей подсказывает ложный ответ. Крыса выбегает под учительский стол и гадит на ботинок учителю. Диана мстит Ди, говоря учителю, что это его крыса, которой он хвастался весь день. После показана сцена, похожая на момент первой серии первого сезона, где Ди говорит Глэму, что его вызывают школу. Во время беседы с учителем Глэм осознаёт, что у Ди появилось домашнее животное. Он заходит к Ди, пытаясь найти крысу и в конце концов натыкается на запертый ящик. Затем Глэм спрашивает у Ди, что там, на что тот отвечает фразой отца: «Я уже достаточно взрослый, чтобы иметь свои секреты». Глэм уходит, но напоминает, что в их доме нельзя иметь домашних животных, делая особый акцент на рыб. Ди, понимая, что не может оставить крысу у себя, связывается с некой девушкой по чату, спрашивая, нравятся ли ей крысы, на что она отвечает, что «обожает чёрных крыс». |                      |                 |
| 2 | Лиф                  | 15 января 2022  |
| Ди готовит план по знакомству с симпатичной ему девочкой по имени Лиф. Выполнение плана срывает появившийся Хэви, который убежал из школы, где его оставили после уроков в наказание. Лиф узнаёт Ди по его голосовым сообщениям, и они втроём идут до дома. Расстроенный срывом своего плана, Ди угрюмо молчит, пока Хэви и Лиф весело беседуют. В конце Ди приглашает Лиф на концерт группы Omnium Gatherum, однако и тут вмешивается Хэви, выводя Ди из себя. |                      |                 |
| 3 | Чё За Уроды На Сцене | 4 сентября 2022 |
| События эпизода происходят во времена молодости Глэма и Чеса. Группа «ЧёЗаУродыНаСцене» набирает популярность. На вечеринке после концерта некий продюсер по имени Поль предлагает Чесу и Глэму сотрудничество и даёт Чесу свою визитку. «ЧёЗаУродыНаСцене» покоряют слушателей с песней «Smell Like Cherry». Менеджер группы Майки говорит им, что их ждёт выступление на разогреве у группы Twisted Sister, на котором они должны выступить с любовной песней. Чес «подсаживается» на наркотики, что, однако, отрицает. Он отправляет письмо с деньгами своей матери и обещает Глэму отказаться от употребления запрещённых веществ. Несмотря на это, на следующую репетицию он приходит в состоянии сильного наркотического опьянения, чем вызывает недовольство товарищей-музыкантов. Придя в себя, Чес извиняется перед Глэмом, выкидывает все свои запасы наркотиков и покупает другу набор для пирсинга. Утром Лорди и Боб (басист и ударник «ЧёЗаУродыНаСцене» соответственно) слышат через дверь комментарии Чеса и Глэма о прокалывании ушей и, неправильно поняв, подтверждают свои подозрения о гомосексуальности Глэма. На репетиции «Уроды» мастерски начинают играть написанную Чесом и Глэмом песню «Свет», но репетицию срывает известие о смерти матери Чеса. Будучи крайне подавленным, Чес напивается. Глэм узнает о произошедшем, но из-за просьбы Чеса не может рассказать об этом Лорди, Бобу и Майки, которые решают, что Чес сорвался. Глэм отказывается от своей мечты выступить на одной сцене с Twisted Sister ради друга. Чеса заменяют на высоко поющего метросексуала Лео, а Глэма — на безымянного двойника. Перед уходом Боб даёт Глэму ключи от машины и презерватив. Утром Чес и Глэм импровизируют на гитаре и скрипке. Вдохновлённый полученным звучанием, Чес звонит Полю с целью договориться с ним о создании гитарно-скрипичного рок-дуэта «Никто». Чес едет к Полю на машине, а Глэм решает пойти пешком и по пути зайти в кофейню. По музыкальному сопровождению можно понять, что сразу после этого момента следуют события пилотного эпизода мультсериала. |                      |                 |
| 4 | Подарок              | 25 марта 2023   |
| Хэви опаздывает на контрольную работу, к которой он не готов. За завтраком семья поздравляет Хэви с днём рождения, а Глэм дарит сыну некогда принадлежавшие ему самому серьги для пирсинга. Поначалу Хэви растерян и не готов к процедуре по прокалыванию, но узнав, что она уже назначена и её время как раз приходится на экзамен, соглашается. В кабинете мастера мальчик всячески пытается растянуть время и, в конце концов, теряет сознание. Придя в себя уже в машине, Хэви обнаруживает серьги в бровях, восторг отчего едва ли сдерживает. Кроме того, во время поездки Хэви сообщает Ди, что на вечеринку по поводу его дня рождения приглашена Лиф, девочка, которая нравится Ди, что выводит последнего из себя. |                      |                 |
| 5 | Вернись              | 28 июля 2023    |
| События эпизода происходят во время событий пилотной серии. Глэм заявляет Чесу, что отказывается от участия в группе «Никто», чтобы найти и познакомиться с Викторией. Чес, в ярости от такого предательства, ссорится с Глэмом и уезжает к Полю, который весьма недоволен уходом Глэма из проекта и наркоманией Чеса, но помогает ему в создании рок-группы «Зелёный кашалот», заставив сменить имидж и полностью перейти к сочинению глэм-метала. Группа начинает давать концерты, а Чесу всё вокруг напоминает о его прошлой жизни с «ЧёЗаУродамиНаСцене». В разговоре с легкомысленной фанаткой Аизой он рассуждает о дружбе и жертвах в ней, на примере покера. Во время разговора ловит передозировку кокаина. В состоянии клинической смерти, он встречает свою мать, которая зовёт его к себе, но посчитав себя недостойным вечности с ней, он возвращается к жизни в больнице под капельницей. |                      |                 |
| 6 | Апофения             | 30 ноября 2024  |
| События этой серии происходят в тот же день, что и события 4-й серии 2-го сезона. Несколько одноклассников Ди, куря сигареты, беседуют об участившихся визитах в их школу правоохранительных органов и упоминают пропажу одного из учеников, а также маньяка, который, предположительно, к ней причастен. В школе Хэви хвастается своим одноклассникам своим пирсингом и приглашает их к себе на вечеринку в честь дня рождения. Хэви приходит домой и узнаёт, что Глэм и Виктория собираются уехать на весь вечер. В дом приходит Лиф, которая восхищена "стеной с трофеями". Здесь раскрывается её склонность к апофении, и она очень смущается этого, но Глэм даёт ей препарат. Отец семейства делает Ди наставления, оба родителя покидают дом. Узнаётся, что никто из одноклассников Хэви не придёт на вечеринку из-за панических настроений в городе, что очень расстраивает его. Лиф предлагает вместе посетить "железное кладбище" (заброшенный парк аттракционов). Хэви поддерживает идею, а Ди, указывая на данное отцу обещание, сначала отвергает, но потом всё же принимает предложение. Включив переадресацию, он обходит систему дистанционного наблюдения Глэма, и они вместе покидают дом. Проникая на территорию через, как оказалось, сделанный Лиф секретный проход, они чуть не попадаются на глаза охраннику. Ди выпускает крысу, чтобы отвлечь его. На самой территории они встречают Вильгельма — одноклассника Ди, который пытается привлечь внимание, наводя троицу на мысль, что он является маньяком, и Лиф использует перцовый баллончик против него. Хэви фотографирует так называемый "тотем", получая неодобрительные высказывания от Ди. Их опять чуть не замечает охранник. Ситуацию портит то, что Ди позвонил отец. От раскрытия обмана троицу спасает внезапно распустившая на мероприятии руки Виктория, а от охранника — выбежавший из кустов Вильгельм. Хэви находит покрытый коррозией кулон, который уносит крыса Ди. Хэви просит Ди показать ему место, где он держит крысу, но Ди отказывается, перечисляя всё, что он сделал для своего младшего брата в честь его дня рождения. Хэви благодарит Ди, обнимая его, и Лиф фотографирует их двоих. Братья наперебой просят её удалить фото. |                      |                 |

## Роли озвучивали

### На русском
- Евгений Блинников («Blin») — Глэм / Ди / Лидия
- Дмитрий Вдовенко («Xydownik») — Хэви / Чес / эпизодические мужские персонажи
- Алина Ковалёва — Виктория / Лиф / эпизодические женские роли
- Роман Волков — Густав Швагенвагенс
- Полина Полифония — Мэри Швагенвагенс
- Ольга Шандрюк — Анна
- Михаил Кшиштовский — Доктор Пырх
- Олег Ковалёв — Поль
- Алексей Закатов («Toyjam») — Боб
- Alex Vas — Лорди
- Фёдор Нечитайло — Майки
- Дарья Ломакина — учительница в консерватории
- Александр Просветов — учитель в консерватории
- Оксана Гунченко — инструктор с YouTube
- Олег Никитин — дантист / охранники
- Александр Гаврилин — Вильгельм

### На английском
- Джордж Хоктор (англ. George Hoctor)[4] — Глэм / Густав Швагенвагенс / Баг / Боб / Доктор Пырх / Поль / учительница, обрезавшая Хэви волосы в 1 серии / эпизодические мужские роли
- Киари Куин (англ. Chiari Queen) — Виктория / Лиф / Диана
- Кугар Макдауэлл (англ. Cougar MacDowall) — Виктория (в 14 серии)
- Флинн Виэй (англ. Flynn the VA) — Хэви / учительницы в 1 серии
- Эллиот Кэнсел (англ. Elliot Cancel)[5] — Чес / Суслик / дантист / эпизодические мужские роли
- Рэндольф Кастельянос (англ. Randolph Castellanos)[6] — Ди / Лидия / Ровд / Лорди / эпизодические мужские роли
- Кайли Энн (англ. Kiley Ann) — Анна / Мэри Швагенвагенс / мать Чеса / эпизодические женские роли
- Том Флаэрти (англ. Tom Flaherty) — Майки
- Дэвид Вильянуэва (англ. David Villanueva) — Кудряш
- Энн Николь (англ. Ann Nicole) — девочка и мать в 14 серии

## История создания
Авторы сериала — аниматоры Алина Ковалёва и Дмитрий Вдовенко, супруги. Алина Ковалёва увлекалась рисованием ещё со школьных лет, но не училась в художественной школе. Свой прежний навык рисования Алина считает посредственным, однако его хватило, чтобы поступить в Театральный художественно-технический колледж на аниматора. Дмитрий Вдовенко ранее работал в студии Red MEDUSA, занимался рекламой сухариков «ХрусTeam», а также прославился пародийным роликом Batmetal про Бэтмена, который в своё время снискал огромную популярность и собрал более 45 миллиона просмотров. У обоих авторов есть мотоциклы, и они являются байкерами, первые байки они купили после выхода сериала. Авторы с самого начала хотели делать проект некоммерческим, не заручаясь финансированием. Это решение они приняли, чтобы иметь больше творческой свободы. Над сериалом они работали в свободное от основной работы время, кроме того супруги не хотели собирать команду аниматоров, так как их могло не устроить качество анимации, которое те могли предложить, поэтому было принято решение работать над проектом самостоятельно. На озвучивание Густава Швагенвагенса был приглашён диктор аудиокниг Роман Волков. В конце 2020 года к озвучиванию сериала присоединился YouTube-блогер Alex Vas, впечатливший Алину и Дмитрия своими вокальными и музыкальными возможностями, вследствие чего блогер также снабдил ролики песнями и собственным вокалом.

## Отзывы, критика и популярность
В общем и целом сериал был позитивно воспринят. Портал IN-MOTO положительно оценил пилотный эпизод сериала в виде клипа на песню «The Story Ain't Over». Сайт Kino-Teatr.ru сравнил веб-сериал с «Масяней» — оба сериала являются экспериментальными анимационными проектами, созданными энтузиастами. Художественный стиль был назван «неряшливым, но притом имеющим очарование, а также навевающим воспоминания о флэш-анимации времён нулевых и подходящим самой истории о семье, не вписывающейся в социальные рамки». Отмечен также и рост уровня качества продукта: возрастает как качество анимации, так и длина хронометража серий. DTF тепло отозвался о сериале, оценив юмор, но при этом оговорившись, что в нём есть место и для серьёзных рассуждений о жизни. По мнению рецензента, заключительная серия вышла крайне эмоциональной и берущей за душу, в отличие от ранних серий, которые были комедийными. По содержанию сериал напомнил рецензенту «Симпсонов», но с более явно прослеживающимся сквозным сюжетом. «Если вам хочется увидеть что-то доброе, смешное и необычное — рекомендую к просмотру» — подводит итог обзора автор рецензии. Телеканал 2x2 хорошо отозвался о подборке музыки в сериале, а также о том факте, что в нём показаны семейные ценности с необычного ракурса. Кроме того, автор рецензии назвал сериал достаточно необычным, выделил качество анимации и неординарных персонажей. Отмечалось влияние мультсериала «Металлопокалипсис» на Metal Family, однако Алине Ковалёвой, создательнице сериала, такое сравнение не нравится, так как она считает, что идеи сериалов слишком разные — «Металлопокалипсис» ближе к трэшу, а Metal Family несколько более приближён к реализму.